# Chavín
Chavín eller Chavín-kulturen var en tidlig civilisation, der levede i dagens Peru. Kulturen opstod omkring 900 f. Kr. og endte omkring 200 f. Kr. Efter Norte Chico-civilisationen lod kulturen andre peruvianske civilisationer komme til. Den havde indflydelser op til Cajamarca og Lambayeque og ned til Ayacucho og Ica.
| Historie | Spire Denne historieartikel er en spire som bør udbygges. Du er velkommen til at hjælpe Wikipedia ved at udvide den. |

9°35′37.7″S 77°10′38.8″V / 9.593806°S 77.177444°V